# Skubin
Skubin je priimek več znanih Slovencev:
- Iris Skubin (*1954), slikarka
- Ivan Skubin (*1946), slikar, umetnostni keramik (likovi ustvarjalec v keramiki)